# Plac Żołnierza Polskiego w Szczecinie
Plac Żołnierza Polskiego – jeden z głównych placów Szczecina, znajdujący się na północnej granicy Starego Miasta. Plac posiada kształt wydłużonego prostokąta, do niego dochodzą aleja Papieża Jana Pawła II (dawna al. Jedności Narodowej), aleja Wyzwolenia i aleja Niepodległości, ul. Tkacka, ul. Staromłyńska, Trasa Zamkowa im. Piotra Zaremby oraz ul. Matejki (Plac Hołdu Pruskiego).

## Historia
Plac powstawał w 1725. Zabudowa placu składała się wtedy z wielu reprezentacyjnych budowli ówczesnego Szczecina, odbywały też się tu liczne parady i inne uroczystości związane z życiem miasta. Plac nosił oficjalną nazwę Königs Platz, ale zwano go też Białym Placem Parad (niem. Weiße Parade Platz). Do 1945 na placu znajdował się pomnik dłuta Karla Hilgersa ukazujący cesarza niemieckiego Wilhelma I na koniu odsłonięty 1 listopada 1894.
W wyniku działań wojennych (II wojna światowa) część placu w 1944 zbombardowano. Zniszczeniu uległa m.in. kamienica zwana Szarym Zamkiem.
W 1959 na placu ustawiono tablicę z okazji 25-lecia powstania harcerstwa polskiego w Szczecinie.
W latach 2011 i 2012 plac poddany został renowacji. Zbudowano wówczas pawilon Szczecin Meeting Point, zainstalowano modernistyczną instalacje świetlną, rzeźby metalowych sześcianów, płytkie kanały wodne i zegar słoneczny.

## Szczecin Meeting Point
Budynek został zaprojektowany przez Studio A4 w formie jednopoziomowego prostopadłościanu. Jego struktura wykonana jest ze stali kortenowskiej, a fasada została obłożona szklanymi panelami. Główna część budynku znajduje się pod ziemią. Budowa kosztowała 3 miliony złotych i została ukończona we wrześniu 2012 roku, chociaż budynek pozostał nieużytkowany przez następny rok. Jego utrzymanie w tym czasie przyniosło miastu nieprzewidziane wydatki, przez co budynek zaczął być nazywany przez mieszkańców „szklaną pułapką”. 18 września 2013 została w nim otwarta kawiarnia Szczecin Meeting Point, jako część sieci Columbus Coffee. W budynku funkcjonowało też centrum informacji turystycznej i organizowano wydarzenia kulturalne. Na początku 2016 w obiekcie funkcjonowała kawiarnia Cafe Mondo. Od grudnia 2016 w budynku działa centrum informacji turystycznej obsługiwane przez Żeglugę Szczecińską.

## Galeria
- Königsplatz, widok w kierunku Augustaplatz (pl. Lotników)
- Königsplatz, widok w kierunku Teatru Miejskiego, po prawej Szary Zamek

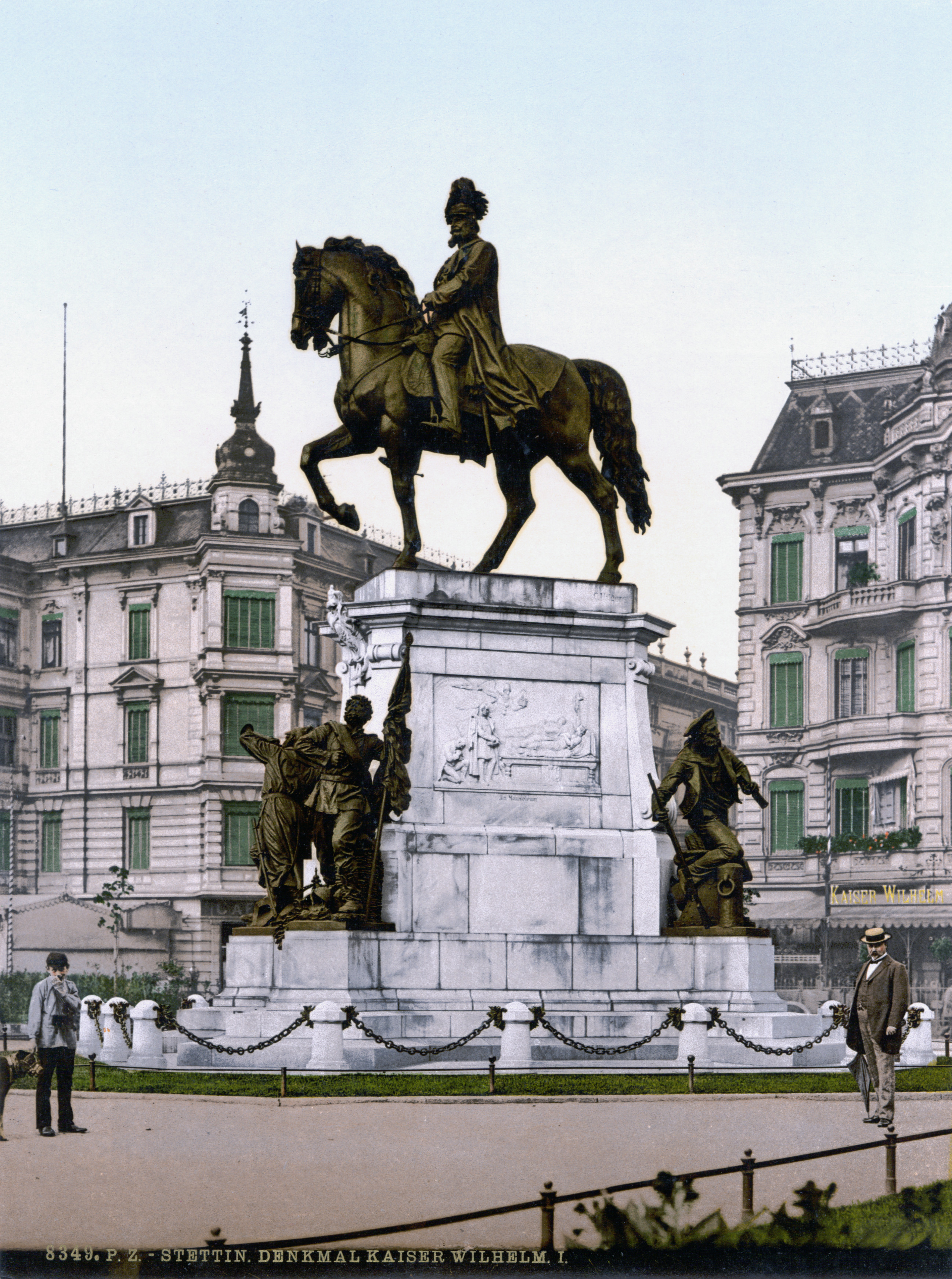
Pomnik cesarza niemieckiego Wilhelma I w 1900 roku
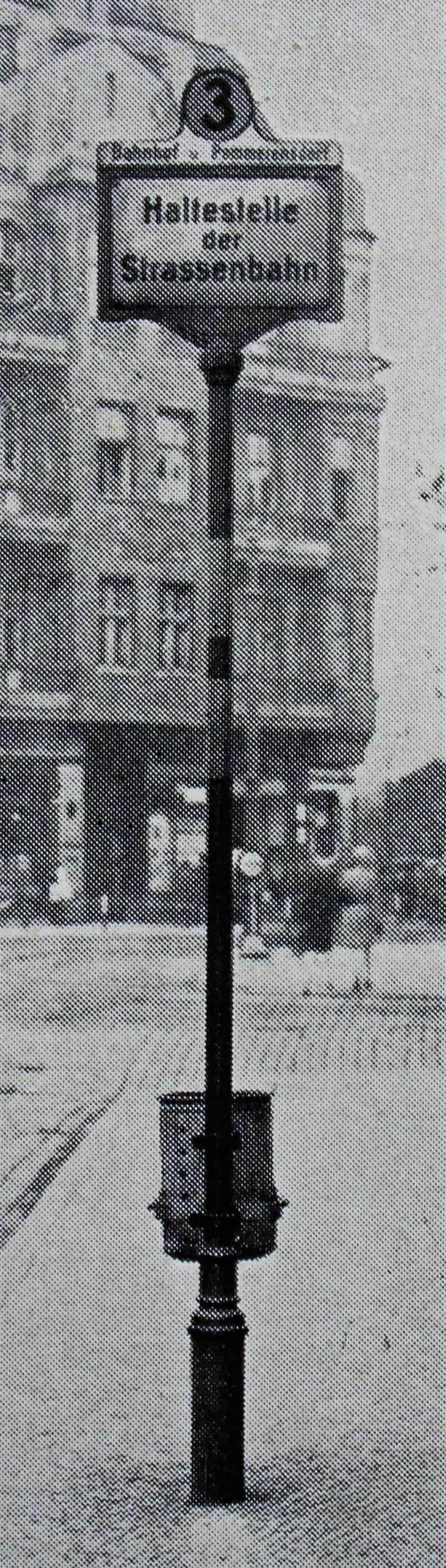
Przystanek tramwajowy przy Szarym Zamku, lata 20. XX wieku
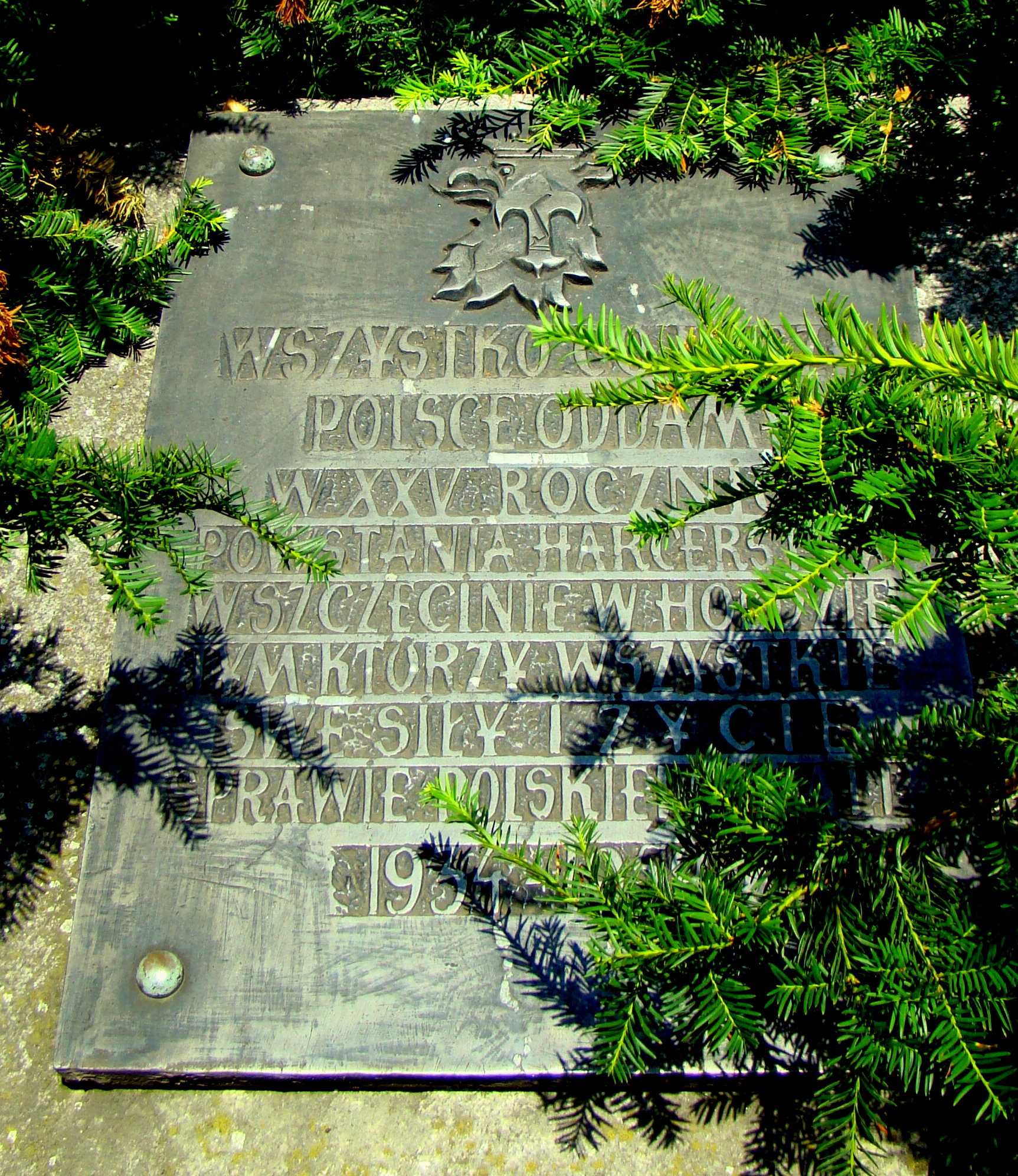
Tablica 25-lecia powstania harcerstwa polskiego w Szczecinie
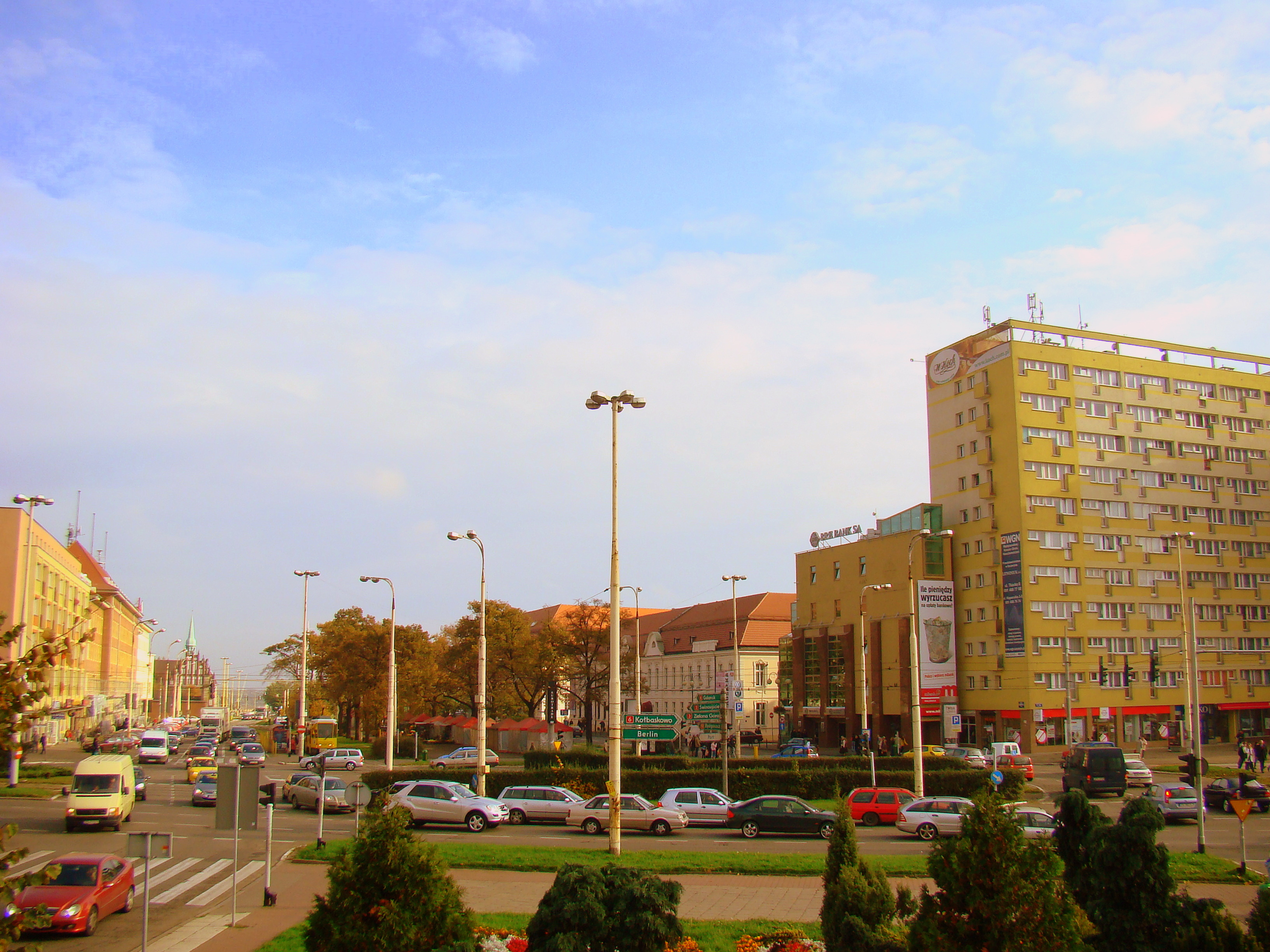
Plac Żołnierza Polskiego w 2008 r.
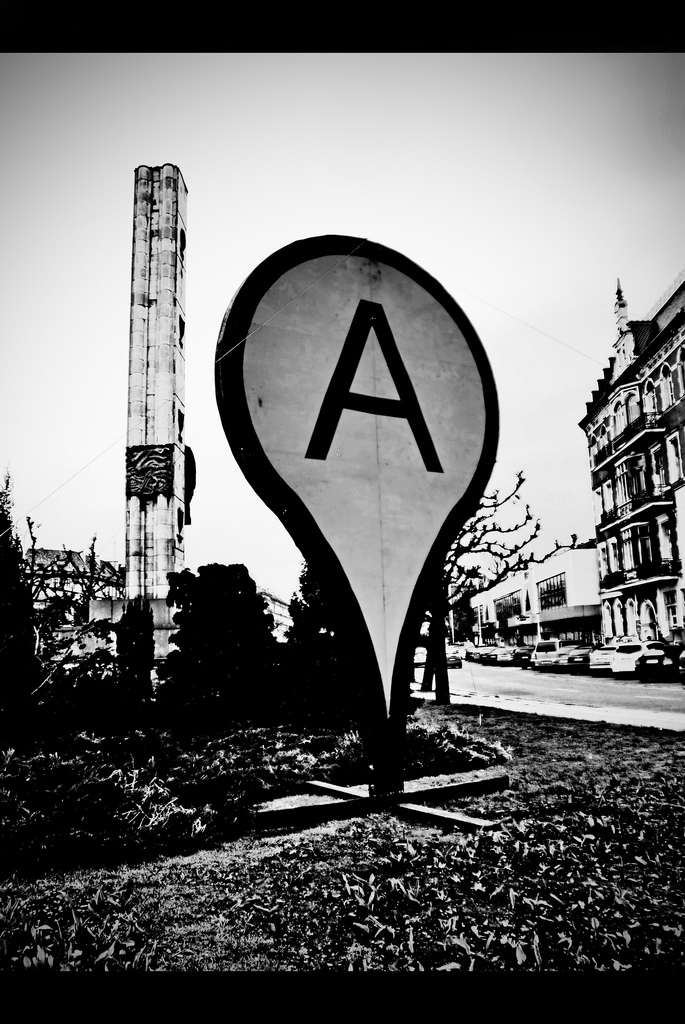
Znak Google Maps wskazujący centrum Szczecina na mapach serwisu Mapy Google